# Pompeu Gener i Babot
Pompeu Gener i Babot, conegut de vegades com Peius o Pompeyus Gener (Barcelona, 23 de juny de 1846 - 15 de novembre de 1920), fou un periodista, assagista, autor teatral, bohemi, d'idees progressistes i catalanistes que residí llargues temporades a París.
Fill de Ramon Jané i Parell, farmacèutic natural de Cambrils, i de Magdalena Babot, natural de Beseit, va néixer a la plaça del Pi, 2, de Barcelona. Amic de Ramon Casas des de la infància. Les seves famílies eren amigues. Personatge cosmopolita molt conegut dins el moviment modernista, viatjà sovint per diversos països d'Europa, acompanyat en diverses ocasions per Apel·les Mestres. A París entrà en contacte amb corrents positivistes i vitalistes que va difondre a Catalunya i Espanya. Va contribuir a la gestació del modernisme. Víctor Balaguer li va encarregar que guiés el seu bibliotecari Joan Oliva i Milà per les biblioteques de França per aprendre l'ofici.
Molt actiu políticament, va estar vinculat a la ideologia republicana i es vinculà al republicanisme federal durant la revolució del 1868 i participà en el Primer Congrés Catalanista de Valentí Almirall del 1880. En alguna obra de joventut (especialment a l'obra Heretgies del 1887), intentà aportar barroerament algun argument etnicista a la seva visió del catalanisme estètic tan habitual després en alguns pensadors noucentistes.
Com a periodista, va col·laborar en diverses revistes com L'Esquella de la Torratxa i, sobretot, Joventut. Com a assagista, una de les seves obres, Un somni futurista espaterrant, publicada el 1910 és un dels primers relats de ciència-ficció en català. Com a curiositat, Gener apareix com a personatge a la novel·la Homes artificials (1912) de Frederic Pujulà i Vallès.

## Obres publicades
- L'Agència d'Informes Comercials, Disbarat còmic - Líric - Coreogràfic, en un acte, de Pompeius Gener. Publicat a Barcelona per La Novel·la Teatral Catalana l'any 1921La Mort et le Diable (1880)

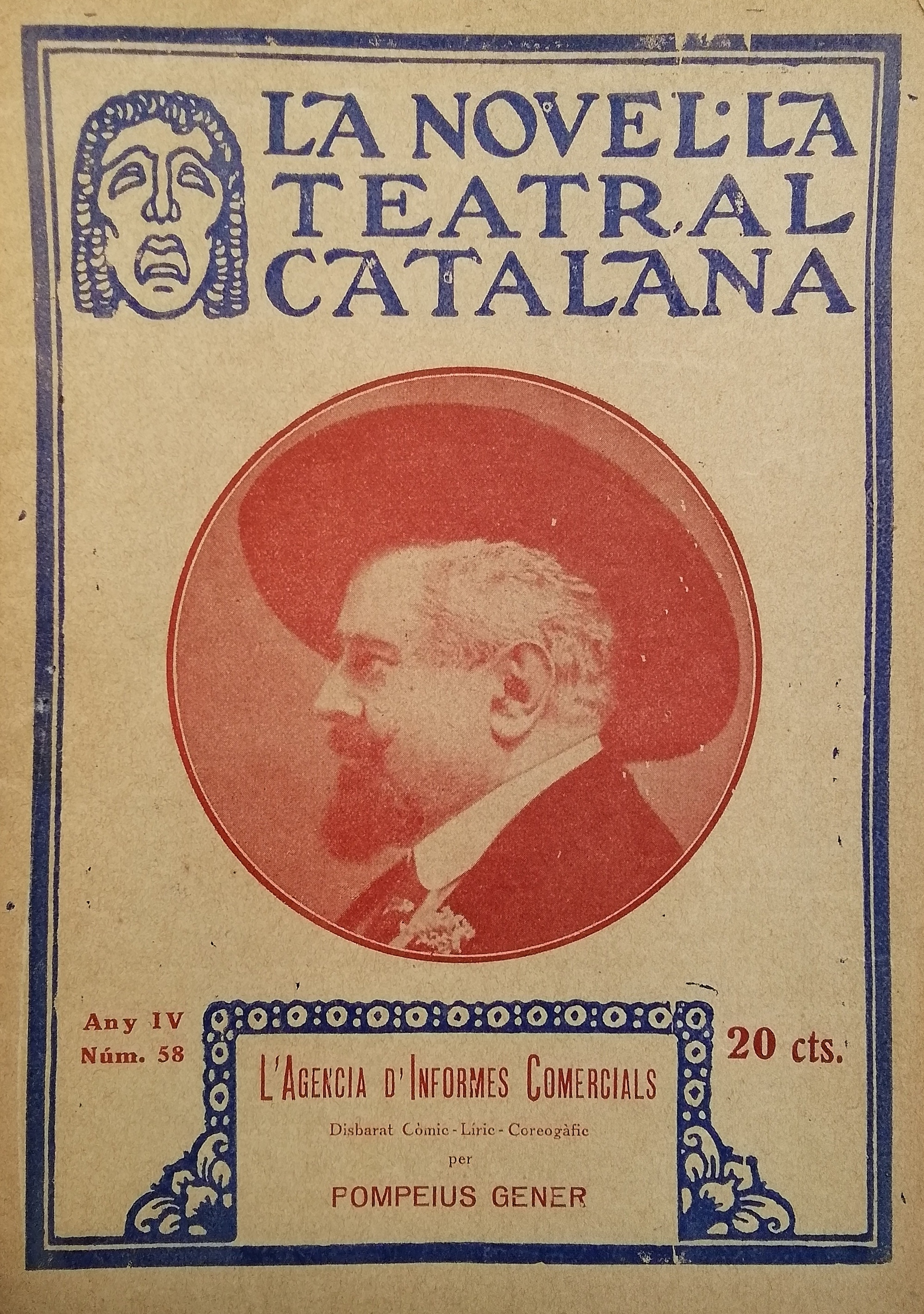
L'Agència d'Informes Comercials, Disbarat còmic - Líric - Coreogràfic, en un acte, de Pompeius Gener. Publicat a Barcelona per La Novel·la Teatral Catalana l'any 1921

- Los cent consells del Consell de Cent (1891)
- Literaturas malsanas (1894)
- El caso Clarín (1894)
- Amigos y maestros (1898)
- Senyors de paper! (1901-02)
- Inducciones. Ensayos de Filosofia y de Crítica (1901)
- Historia de la literatura (1902)
- Leyendas de amor (1902)
- Monòlegs Humorístics (1903)
- L’agència d’informes comercials (1904)
- La Muerte y el Diablo (1907)
- Dònes de cor (1907)
- Un somni futurista espaterrant (1910)
- Intelecto y Belleza (1916)
- Coses d'en Peius, pòstuma (1922)
- Últimos momentos de Miguel Servet
- Filosofemas.
- Un pontífice del oculistmo
- El intelecto helénico.
- Servet. Reforma contra Renacimiento. Calvinismo contra Humanismo.
- Monòlegs humorístics i extravagants. Martorell: Adesiara Editorial, 2023.

## Fons personal
Part del seu fons personal es conserva a l'Arxiu Fotogràfic de Barcelona. El fons està compost per retrats de Pompeu Gener i de personatges del món de la cultura i l'espectacle. Les fotografies estan dedicades i mostren la relació que Peius, nom amb què es coneixia Pompeu Gener, mantingué amb el moviment cultural del seu temps.
L'Arxiu Històric de la Ciutat de Barcelona conserva, també, una part del fons personal de Pompeu Gener, en aquest cas integrat per documentació per a les seves memòries, treballs periodístics, manuscrits de teatre i correspondència.

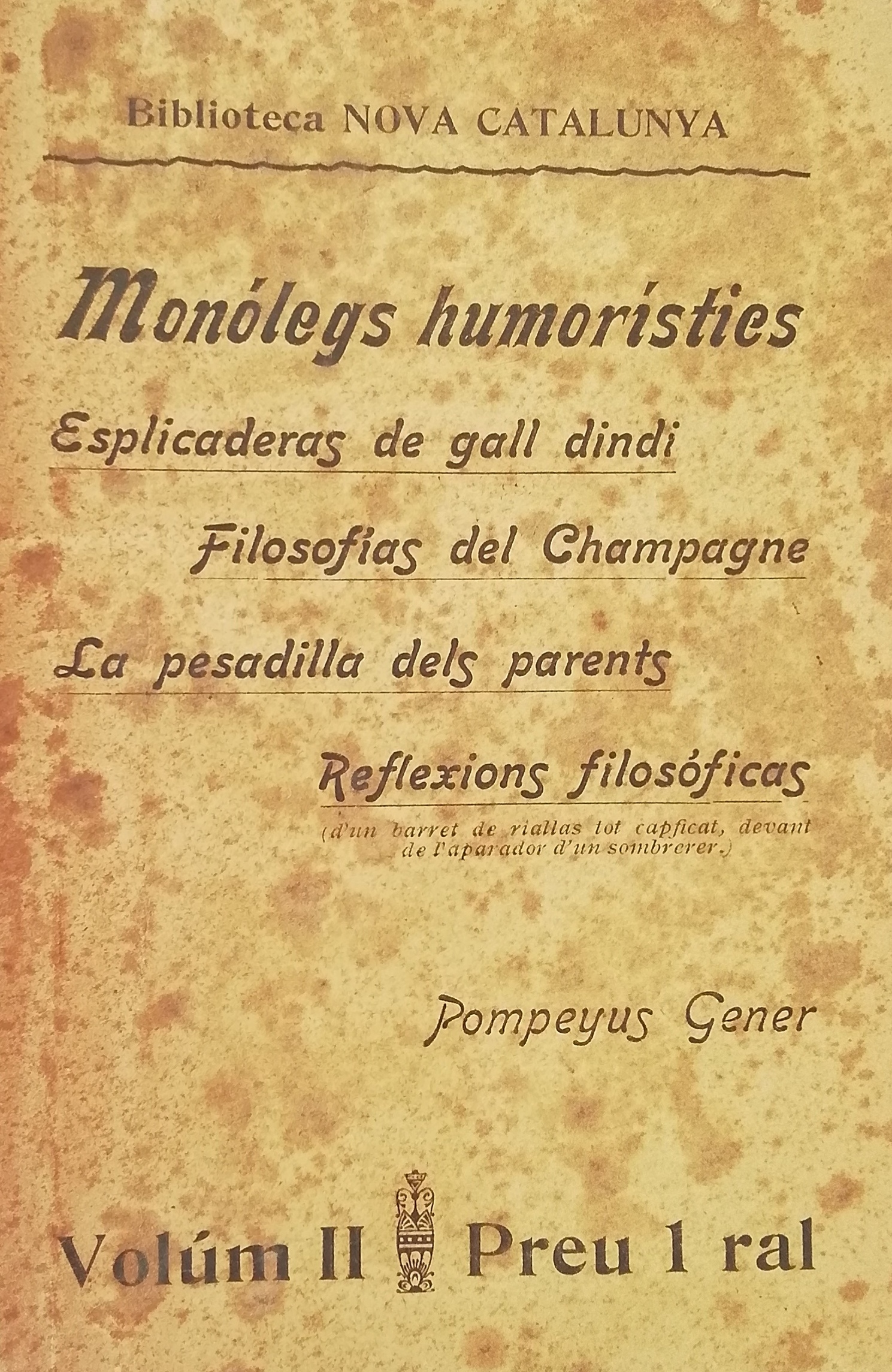
Monòlegs humorístics de Pompeyus Gener, publicats a Barcelona l'any 1903
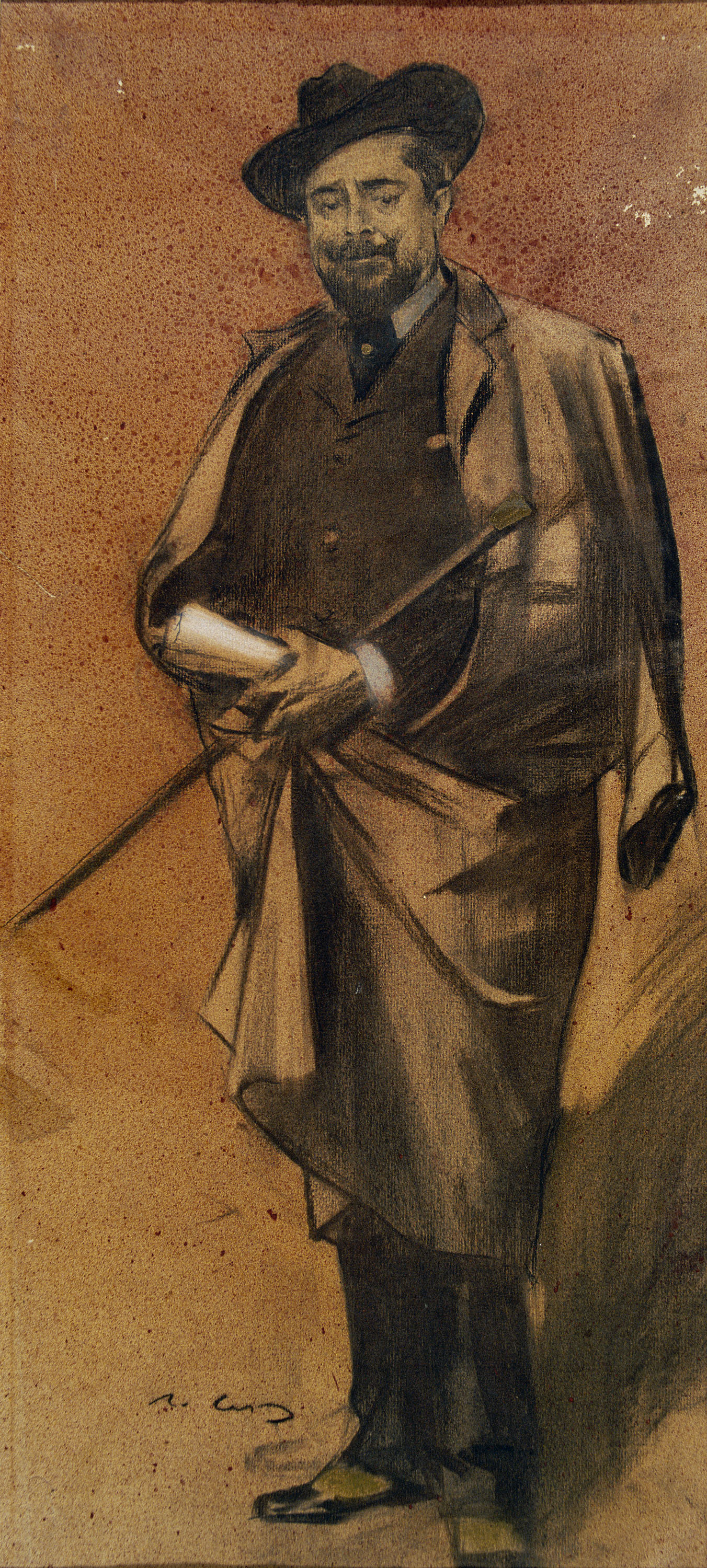
Peius vist per Ramon Casas (MNAC).
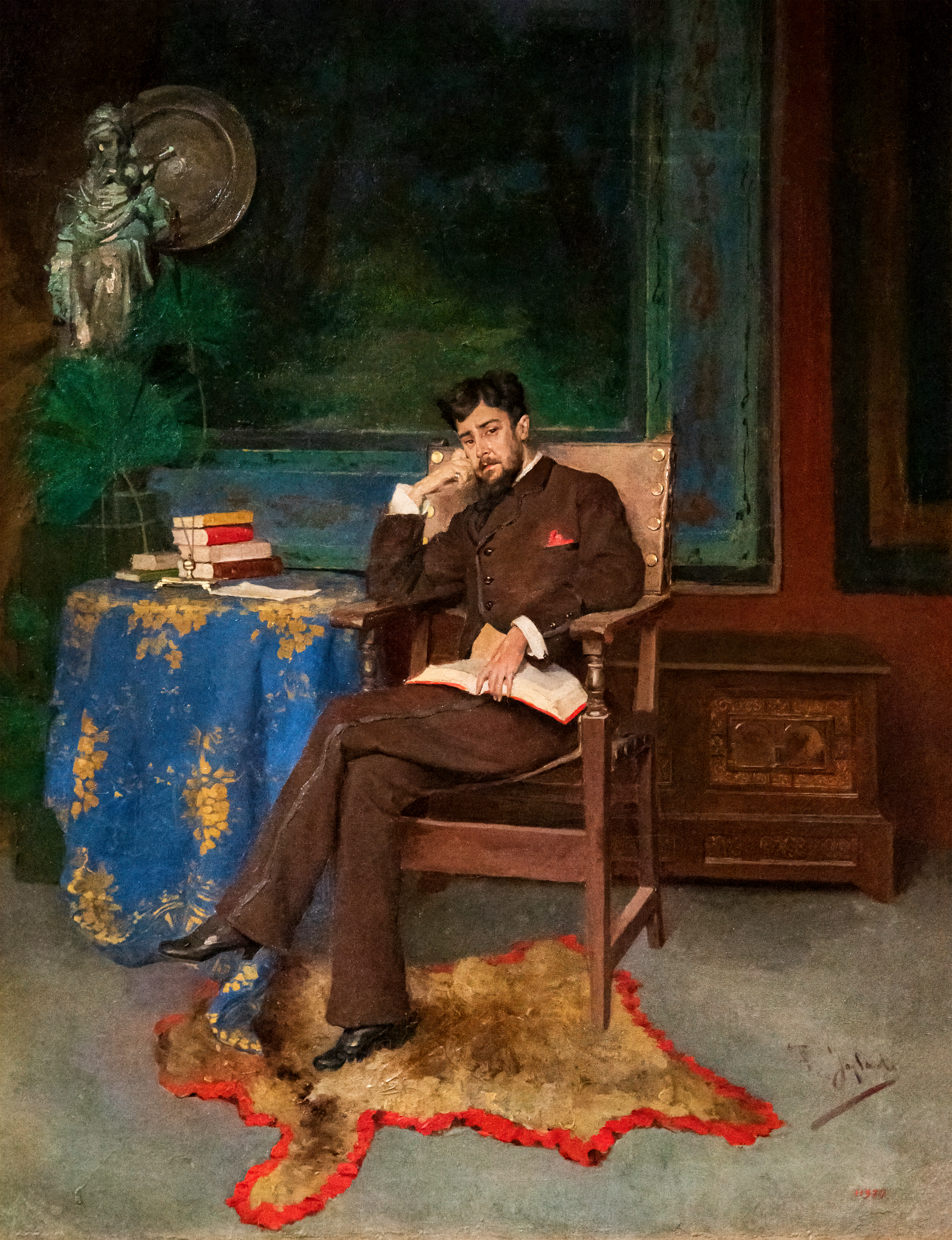
Peius vist per Francesc Inglada (MNAC).